# Joseph Charlot
Joseph-Auguste Charlot (* 21. Januar 1827 in Nancy; † August 1871 in Sèvres) war ein französischer Komponist.

## Leben
Charlot begann seine musikalische Ausbildung am Pariser Konservatorium bereits im Alter von zehn Jahren. Er studierte Klavier bei Pierre Zimmermann und Komposition bei Michele Carafa. Elfjährig erhielt er 1838 den ersten Preis im Fach Solfège. Der erste Preis für Klavier folgte 1841, der für Harmonielehre und Begleitung 1842. 1850 gewann er mit der Kantate Emma et Eginhard den Premier Grand Prix de Rome.
Nach seinem Romaufenthalt wurde Charlot Begleiter, später Chorleiter an der Opéra-Comique. 1866 wurde er Nachfolger von Eugène Vauthrot als Chorleiter der Concerts du Conservatoire. Aus seinem Nachlass gab der Verlag Hartmann die Sammlung Dix mélodies heraus.
| Personendaten    | Personendaten                                |
| ---------------- | -------------------------------------------- |
| NAME             | Charlot, Joseph                              |
| ALTERNATIVNAMEN  | Charlot, Joseph-Auguste (vollständiger Name) |
| KURZBESCHREIBUNG | französischer Komponist                      |
| GEBURTSDATUM     | 21. Januar 1827                              |
| GEBURTSORT       | Nancy                                        |
| STERBEDATUM      | August 1871                                  |
| STERBEORT        | Sèvres                                       |